# 湖內田尾玉湖宮
湖內田尾玉湖宮，位於中華民國高雄市湖內區田尾里的一間大道公廟，主奉閩南醫神保生大帝（大道公）。

## 歷史沿革
清朝時期，湖內謝氏先民從福建漳州請來保生大帝，在民國三十六年（公元1947年）建立廟宇供奉。
根據玉湖宮代天府沿革碑文記載，昔長壽宮、碧湖宮昔為大湖、湖內、參軍、田尾等四村所共祀，昭和十六年（公元1941年）分靈至田尾里神尊中軍大元帥，在日治時期隨時取締時，本隨處立壇，遷徙不定，後由呂炳、謝允發、蘇清標及田尾村前輩倡議建廟，謝朝枝捐獻廟地，於民國三十六年在現此建成中軍壇。後由香火鼎盛，廟堂不敷使用，乃決議拆除中軍廳，重建新廟。現今玉湖宮廟貌於民國六十四年（公元1975年）竣工落成。民國八十年（公元1991年）再次整修金爐及油漆工程，於民國八十一（公元1992年）年整修完成。

## 祀神
保生大帝、五府千歲、中壇元帥、註生娘娘、福德正神 、韓清爺、盧德爺、中軍大元帥、武秦王